# محمد ظاهر بلوش
 محمد ظاهر بلوش (بالفارسية: محمدظاهر بلوچ) هو الزعيم الحالي لجماعة جند الله. تولى ظاهر بلوش زعامة جند الله منذ فبراير عام 2010، وهو المشتبه به الرئيسي في تفجيرات زاهدان في 16 يوليو 2010 وكذلك في تفجيرات شاباهار.
وهو مطلوب من قبل القضاء الإيراني.